# Julian Curri
Julian Curri, nascut a Durazzo el 26 d'abril de 1991, és un futbolista albanès. Juga de defensa i el seu equip actual és el Teramo Calcio.

## Clubs
| Club               | País   | Any          |
| ------------------ | ------ | ------------ |
| ASD Sporting Terni | Itàlia | 2009?2010    |
| Teramo Calcio      | Itàlia | 2010-present |